# León de Al-lat
El León de Al-lat (en árabe اللات) es una antigua estatua que adornó el Templo de Al-Lat en Palmira, Siria. El 27 de junio de 2015, fue dañado severamente por el Estado Islámico de Irak y el Levante después de haber capturado Palmira. La estatua fue trasladada al Museo Nacional de Damasco y se sometió a trabajos de restauración, y ahora vuelve a estar en pie.

## Descripción
La estatua, de un león sentado que sujeta una gacela entre sus patas, fue tallada en sillares de piedra caliza a principios del siglo I d. C. y medía 3,5 m de altura, con un peso de 15 toneladas. El león era considerado símbolo de la diosa Al-lāt. La gacela, en realidad un órix, simboliza los rasgos tiernos y amorosos de Al-lāt, protectora entre otros de los animales salvajes, ya que el derramamiento de sangre no estaba permitido en sus templos y jardines sagrados bajo pena de represalias de la diosa. La pata izquierda del león tiene una inscripción en dialecto de Palmira parcialmente dañada (PAT 1122) que dice: tbrk ʾ [lt] (Al-lat bendecirá) mn dy lʾyšd (a quien no arroje) dm ʿl ḥgbʾ (sangre en el santuario)
Al principio se pensó que se ubicaría en la pared exterior del templo, pero posteriormente se dedujo que debió encontrarse en el themenos o parte interior y más sagrada. En el siglo III fue dividida y reutilizada en otras construcciones, que es como se descubrió.

## Historia

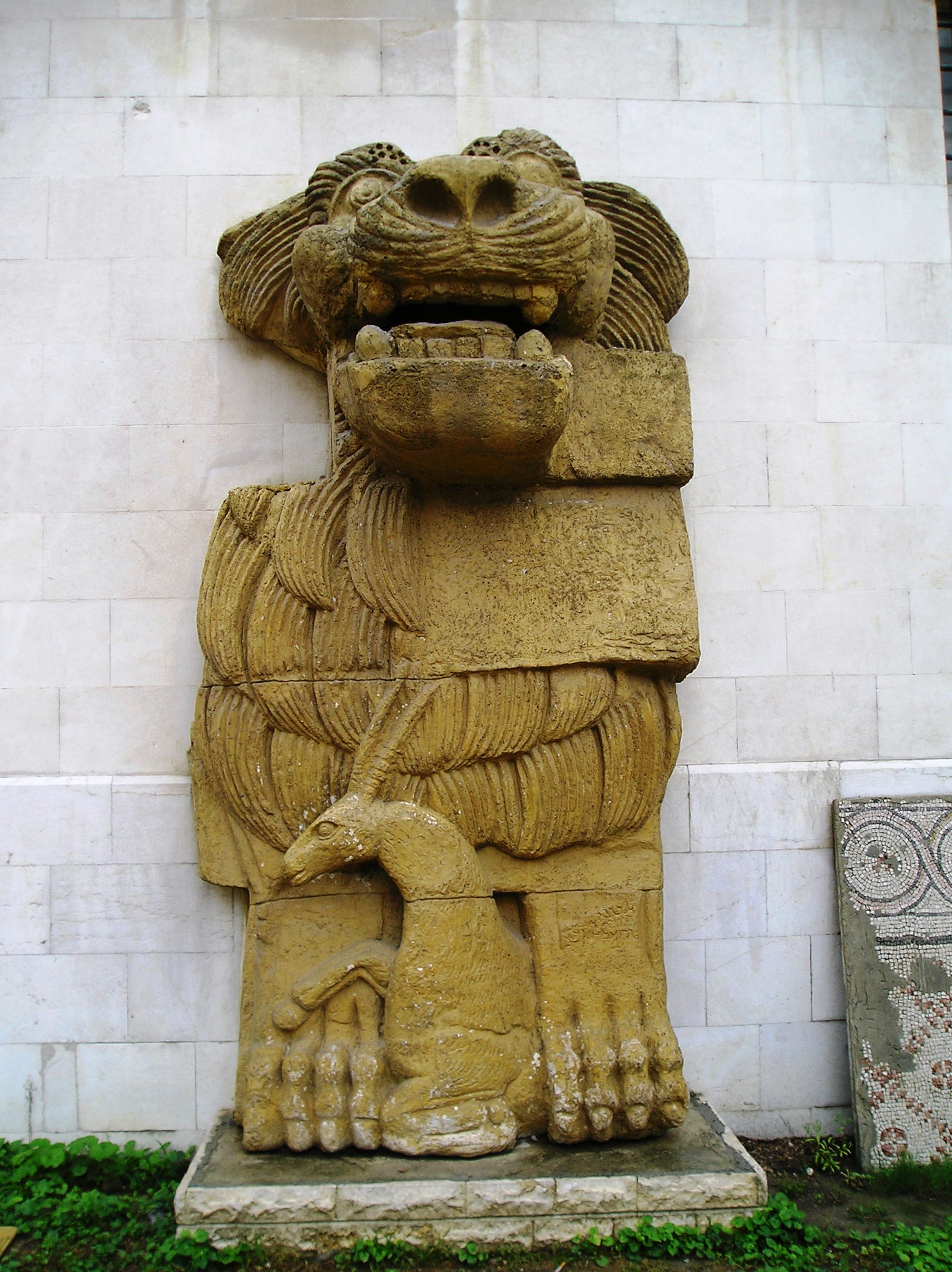
Vista de la estatua antes de la restauración de 2005.

La estatua fue descubierta en 1977 por un grupo de arqueólogos polacos que trabajaban con el Dr. Michał Gawlikowski. Se encontró en trozos, reutilizados antiguamente para la construcción de otro templo; se decidió reunir las piezas y reconstruir la estatua ante la entrada del Museo de Palmira, la tarea fue emprendida por el restaurador Józef Gazy. En 2002 se vio que el apoyo era inadecuado y que peligraba la estructura. Así, en 2005, la estatua se restauró de nuevo, imitando el aspecto original: un relieve que sobresale de una pared. Durante la Guerra Civil Siria, la estatua estaba protegida con una placa de metal y sacos de arena para protegerla de los combates.
El 27 de junio de 2015, fue dañada severamente por el Estado Islámico de Irak y el Levante después de haber capturado Palmira. Tras la liberación de Palmira por parte del ejército sirio, el director general de antigüedades y museos de Siria, Maamoun Abdulkarim, declaró que las piezas aún estaban en su lugar y que sería posible volver a armarlas, teniendo esperanzas de poder ser reconstruida. La estatua se trasladó a Damasco en 2016, donde se sometió a una restauración completa. El 1 de octubre de 2017, se restauró por completo y se encuentra actualmente en exhibición en el Museo Nacional de Damasco, hasta que se garantice la seguridad en Palmira para volver a llevarla allí.